# Višesava
Višesava (en serbe cyrillique : Вишесава) est une localité de Serbie située dans la municipalité de Bajina Bašta, district de Zlatibor. Au recensement de 2011, elle comptait 1 811 habitants.
Višesava, officiellement classée parmi les villages de Serbie, se trouve à 1,5 km de Bajina Bašta.

## Démographie

### Évolution historique de la population
| 1948 | 1953 | 1961  | 1971 | 1981 | 1991  | 2002  | 2011  |
| ---- | ---- | ----- | ---- | ---- | ----- | ----- | ----- |
| 922  | 966  | 1 091 | 675  | 793  | 1 110 | 1 566 | 1 811 |

|  |